# Cinara pini
Cinara pini (Linnaeus, 1758) è una specie di insetto fitomizo appartenente all'ordine dei Rhynchota.
Caratterizzato dalla morfologia comune a tutti i membri della superfamiglia degli afidi (Aphidoidea) – piccole dimensioni, corpo tozzo e globoso, apparato boccale pungente-succhiante per nutrirsi della linfa elaborata delle piante – è una specie particolarmente dannosa, in quanto causa ingenti danni diretti e indiretti alle piante parassitate. Strettamente monofago, infesta le Pinaceae, in particolare Pinus mugo e  Pinus sylvestris.

## Descrizione
Gli atteri di C. pini sono grigi o grigio-verdi con macchie nere e presentano una leggera iridescenza bronzea o una spolverata di cera grigia. L'addome è ricoperto di cera lungo la linea mediana dorsale, ai margini segmentali e lateralmente, distinguendosi così da specie simili: Cinara nuda, che ha il corpo dorsale privo di cera, molto lucido e uniformemente marrone scuro, e Cinara schimitscheki, che è uniformemente ricoperta di cera e presenta quattro file di macchie nere. I peli dorsali sull'addome sono radi e molto corti, per lo più tra 0,01 e 0,04 mm, a differenza di Cinara acutirostris, che presenta numerosi peli piuttosto lunghi, fino a 0,1 mm, tra i coni sifuncolari. La lunghezza del primo segmento tarsale (HTI) è inferiore a 0,5 volte quella del secondo segmento tarsale (HTII); in confronto, Cinara schimitscheki, Cinara pinea e Cinara pilosa presentano un HTI superiore a 0,5×HTII. La lunghezza dei due segmenti terminali del rostro di C. pini è inferiore a 1,2 volte quella di HTII. Infine, la parte sclerotizzata del solco stilare misura 1,2-1,5 mm e sono presenti solo quattro peli subapicali sul processo terminale dell'antenna.